# Najdymowo
Najdymowo [nai̯dɨˈmɔvɔ] (tiếng Đức: Neudims) ) là một ngôi làng thuộc khu hành chính của Gmina Biskupiec, thuộc huyện Olsztyński, Warmińsko-Mazurskie, ở miền bắc Ba Lan. Nó nằm khoảng 5 kilômét (3 mi) phía tây bắc Biskupiec và 29 km (18 mi) về phía đông bắc của thủ đô khu vực Olsztyn.
Làng có dân số 1.250.